# 武威山新木姜子
武威山新木薑子（学名：Neolitsea buisanensis）为樟科新木薑子属下的一个种。